# Minidian
Minidian es una ciudad y comuna del círculo de Kangaba, región de Kulikoró, Malí. Su población era de 20.614 habitantes en 2009.